# Константинос Балоянис
Константинос Балоянис (на гръцки: Κωνσταντίνος Μπαλογιάννης) е гръцки футболист, който играе на поста ляв бек. Състезател на Ботев (Пловдив).

## Кариера
Балоянис е бивш играч на ПАОК, Волос и ОФИ Крит.
На 26 юли 2023 г. гъркът е обявен за ново попълнение на пловдивския Ботев. Прави дебюта си на 4 август при загубата с 0:2 като домакин на Арда.

## Национална кариера
На 10 септември 2019 г. Константинос дебютира в официален мач за националния отбор на Гърция до 21 г., при победата с 1:0 като домакин на националния отбор на Литва до 21 г., в среща от квалификациите за Европейското първенство по футбол за младежи през 2021 г.

## Успехи
ПАОК
- Суперлига (1): 2018/19
- Купа на Гърция (1): 2019
- Купа на България (1): 2024